# The Truthful Liar
The Truthful Liar è un film muto del 1922 diretto da Thomas N. Heffron. Prodotto dalla Realart Pictures Corporation e distribuito dalla Paramount Pictures, aveva come interpreti Wanda Hawley, Edward Hearn, Charles A. Stevenson, Casson Ferguson, George Siegmann.

## Trama
Tess, una giovane sposina, ama la vita sociale ma suo marito David preferisce dedicare il proprio tempo al lavoro. Sentendosi trascurata, Tess si reca in una famosa casa da gioco insieme ad Arthur Sinclair, un suo ex corteggiatore. Ma restano ambedue vittime di una rapina della banda che fa capo a Potts: Sinclair resta ferito, mentre a Tess vengono rubati i suoi gioielli. Volendo tenere all'oscuro il marito di ciò che le è successo, gli racconta una frottola, ma durante le indagini viene smentita dalla polizia. David è furioso contro Sinclair e le cose si complicano quando una cameriera vende a Potts una lettera nella quale Tess parla male con Sinclair di suo marito. Potts è disposto a restituirgliela ma vuole in cambio quindicimila dollari che Tess non ha. Per recuperarla cerca, allora, di giocare al ribasso ma senza successo. Quando la polizia si reca da Potts per arrestarlo, l'uomo viene trovato morto, assassinato. Nel corso dell'inchiesta, la lettera compromettente finisce per cadere nelle mani di David ma questi, dopo che si è trovato il responsabile del delitto, tale Vanetti, senza neanche leggerla la distrugge e fa la pace con Tess.

## Produzione
Il film fu prodotto dalla Realart Pictures Corporation.

## Distribuzione
Il copyright del film, richiesto dalla Realart Pictures, fu registrato il 18 aprile 1922 con il numero LP17768.
Distribuito dalla Paramount Pictures, il film uscì nelle sale statunitensi il 23 aprile 1922. In Francia, fu distribuito il 13 giugno 1924 con il titolo Maître-chanteur.
Non si conoscono copie ancora esistenti della pellicola che viene considerata presumibilmente perduta.